# سیاهکلا
سیاهکلا، روستایی از توابع بخش مرکزی شهرستان نور در استان مازندران در ایران است.
روستای سیاهکلا با نام توریستی دهکده سبز در انتهای پارک جنگلی نور و بین شالیزارهای فراوان محصور می‌باشد. از خانواده‌های دارای اصالت قدیمی می‌توان به دهقان، ناییج، سرلک، علیزاده، توکلی، حسینی، جلالی، اندرز و اندیک اشاره نمود.

## جمعیت
این روستا در دهستان ناتل‌کنار سفلی قرار دارد و براساس سرشماری مرکز آمار ایران در سال ۱۳۸۵، جمعیت آن ۴۱۹ نفر (۱۰۵خانوار) بوده است.